# أوسكار فوجت
أوسكار فوجت (بالألمانية: Oskar Vogt) (و. 1870 – 1959 م) هو عالم نفس، وطبيب، وطبيب نفسي، وطبيب أعصاب، وفيزيائي، وعالم حشرات ألماني، كان عضوًا في الأكاديمية الألمانية للعلوم في برلين، والأكاديمية الروسية للعلوم، والأكاديمية الألمانية للعلوم ليوبولدينا، توفي في فرايبورغ، عن عمر يناهز 89 عاماً.

## مساهماته
تُعتبر أعمال الزوجين فوغت من المساهمات الرائدة التي تنطبق على أجزاء عديدة من الدماغ وتمتلك تأثيرات كبيرة على العلوم العصبية الدولية.

### القشرة المخية
أظهر الزوجان فوغت اهتمامًا بالعلاقة بين علم التشريح وعلم النفس ما دفعهما إلى دراسة القشرة المخية. استطاعا لاحقًا التمييز بين القشرة الجديدة والقشرة العريقة. بالاستناد إلى دراساتهما المتعلقة بالعمارة الخلوية، قدما نمطًا مكونًا من ست طبقات (كان هناك في السابق 5 لمينيرت و7 لكاخال).

### المهاد
قدّم أوسكار العديد من العروض التقديمية لوجهة نظره المتعلقة بالمهاد في باريس. استشهد أوسكار وسيسيل أيضًا بعمل كونستانتين فون موناكو في سلسلة حول تشريح الثدييات. لم يحظ هذا العمل بدرجة معتبرة من التأثير.
تتمثل المساهمة الرئيسية للزوجين فوغت في كتاب العمارة الخلوية النخاعية للمهاد لدى سعدان الغينون الذي أنجزته سيسيل لوحدها (1909). تبرز الأهمية الكبيرة لمساهمة سيسيل في وجوب تقسيم المنطقة الجانبية (الكتلة الجانبية) بناءً على مناطق (المساحات المشغولة) العصبونات الواردة. استطاعت تمييز الإشعاع الفتيلي وإحدى النوى المعينة، وأمامه الإشعاع المخيخي (قبل الفتيلي) مع إحدى النوى الأخرى وإلى الأمام منه الإشعاع «العدسي». ما يزال هذا النظام مستخدمًا في وصف التقسيمات الفرعية للمهاد (بيرشيرون، 1977، بيرشيرون وآخرون، 1996). أعقب ورقتها البحثية هذه عمل فريدمان بعنوان العمارة الخلوية للدماغ المتوسط لدى سعدان الغينون (1911) الذي نقد تقسيمها بمصطلحات عمارية خلوية.
نُشرت ورقة بحثية مشتركة في عام 1941 (دراسات المهاد I إلى III)، متخصصة في المهاد البشري، ومثلت خطوة مهمة في تقسيم أجزاء المهاد وتسميتها. نُشر كتاب تشريح المهاد لهاسلر (أحد طلابهما) في عام 1959، عام وفاة أوسكار. من غير المعروف مدى قبول فوغت بالتقسيم المفرط والتعقيد غير الضروري لهذا العمل؛ كان العمل عبارة عن أطلس متخصص في التوضيعات التجسيمية. نُشرت ورقة بحثية مبسطة بشكل أكبر في عام 1941.

### العقد القاعدية
ساهم الزوجان فوغت بشكل كبير في تحليل ما يُعرف اليوم باسم جهاز العقد القاعدية. انصب تركيزهم الرئيسي على الجسم المخطط، إذ اقترحا هذه التسمية بعد فويكس ونيكوليسكو (1941). شمل ذلك كلًا من النواة المذنبة، والبطامة والقاع.

## جوائز وترشيحات
حصل على جوائز منها:
- ميدالية كريبيلن الذهبية  [لغات أخرى]‏ (1928)
- الجائزة الوطنية لجمهورية ألمانيا الديمقراطية

ترشح لـ:
- جائزة نوبل في الطب أو علم وظائف الأعضاء (1953)[7]
- جائزة نوبل في الطب أو علم وظائف الأعضاء (1952)[7]
- جائزة نوبل في الطب أو علم وظائف الأعضاء (1951)[7]
- جائزة نوبل في الطب أو علم وظائف الأعضاء (1950)[7]
- جائزة نوبل في الطب أو علم وظائف الأعضاء (1937)[7]
- جائزة نوبل في الطب أو علم وظائف الأعضاء (1930)[7]
- جائزة نوبل في الطب أو علم وظائف الأعضاء (1929)[7]
- جائزة نوبل في الطب أو علم وظائف الأعضاء (1928)[7]
- جائزة نوبل في الطب أو علم وظائف الأعضاء (1926)[7]
- جائزة نوبل في الطب أو علم وظائف الأعضاء (1923)[7]
- جائزة نوبل في الطب أو علم وظائف الأعضاء (1922)[7]
- جائزة نوبل في الطب أو علم وظائف الأعضاء (1920).[7]

## روابط خارجية
- أوسكار فوجت على موقع مونزينجر (الألمانية)